# La Bourboule

La Bourboule este o comună în departamentul Puy-de-Dôme, Franța. În 1 ianuarie 2022 avea o populație de 1.739 de locuitori.

## Personalități născute aici
- Isabel de Orléans-Bragança (1944 - 2017), prințesă a Braziliei.